# Sabine Csampai
Sabine Csampai (* 1952 in München) ist eine deutsche Autorin und ehemalige Münchner Kommunalpolitikerin.
Nach einem Studium an der Akademie der bildenden Künste arbeitete sie als Bühnen- und Kostümbildnerin an verschiedenen Theatern. Im Jahr 1982 wurde sie Mitglied bei den Grünen. Von 1984 bis 1990 war sie ehrenamtliche Stadträtin in München (zeitweise als Fraktionsvorsitzende). Von 1990 bis 1996 war sie – als erste Frau in der Geschichte der Stadt – dritte Bürgermeisterin. 1996 verzichtete sie auf die Wiederwahl zur Bürgermeisterin und wurde wieder „einfache“ Stadträtin und Fraktionsvorsitzende. 2001 trat sie wegen der Afghanistanpolitik der Grünen aus der Partei aus, arbeitete aber noch in der Grünen Stadtratsfraktion mit. 2002 trat sie nicht mehr als Stadträtin an. Ende 2011 trat sie wieder den Grünen bei.
Sie ist in dritter Ehe verheiratet und hat drei Kinder. In ihren Romanen „verarbeitete“ sie Erfahrungen aus der Münchner Kommunalpolitik.
Sie lebt in dem toskanischen Ort Montemerano.

## Werke
- Kiesbett, Hoffmann und Campe 1997, ISBN 3455011829
- Hasenjagd, Hoffmann und Campe 2001, ISBN 3455011837
- Spur in den Süden, Heyne 2001, ISBN 3453199308